# 阿贝尔39
阿贝尔39（Abell 39）是一個低表面亮度的行星狀星雲，位於武仙座。它是乔治·阿贝尔於1966年製作的包含86個行星狀星雲的阿贝尔行星状星云表的第39個天體（在他的1955年版星表則是第27個），而這86個星雲是在1955年8月以前由阿貝爾或艾伯特·喬治·威爾遜在國家地理學會－帕洛馬山天文台巡天中發現的部分天體。阿貝爾39距離地球大約6800光年，並且距離銀河平面約4600光年。阿貝爾39的形狀是接近完美的球形，半徑2.5光年。

## 中心星
阿贝尔39內的中心恆星稍微偏離星雲中心約2角秒或0.1光年，這個偏離可能不是因為和星際物質交互作用引起，但它被假設可能是因為中心恆星物質噴發加速造成的少量不對稱。中心星的質量大約是0.61 M☉，而周圍行星狀星雲物質的質量大約是0.6 M☉。
阿贝尔39的外層是接近完美的球體，不過它的東半緣光度比西半緣高50%。此外，它的表面亮度分布也不均勻。造成東西向不對稱的原因至今不明，但可能與中心恆星的偏移量有關。

## 結構與成分
阿贝尔39的明亮外環平均厚度是10.1角秒或0.34光年，另有一個昏暗的暈範圍達到18角秒。在明亮環之外的直徑假設在190角秒情況下，在星雲周圍的物質拋射是均向的。
阿贝尔39的年齡大約是22,100+1700
−1500年，這是基於它的擴張速度在32到37 km/s之間，半徑0.78秒差距的情況下推算得知
在該星雲附近的背景星系是可見的，因此它是屬於半透明星雲。
而該星雲的氧含量只有太陽的一半。

## 外部連結
- George Jacoby et al. created a spectacular image of Abell 39 in 1997. （页面存档备份，存于）